# Ucháč Neuwirthův
Ucháč Neuwirthův (Gyromitra neuwirthi Velen. 1922) je vzácná vřeckovýtrusá houba z čeledi desticovitých.

## Synonyma
- Gyromitra neuwirthi Velen. 1922
- Gyromitra neuwirthii Velen. 1922

české názvy
- chřapáč Neuwirthův[1]
- ucháč Neuwirthův

## Taxonomie
Houbu popsal v roce 1922 český mykolog Josef Velenovský pod názvem chřapáč Neuwirthův (Gyromitra Neuwirthi /sic/) na základě nálezu středoškolského profesora Františka Neuwirtha v okolí Jindřichova Hradce. Poté nebyl po desítky let v literatuře uváděn žádný nález. V roce 2010 byl publikován nález ucháče Neuwirthova ze Španělska.

## Vzhled

### Makroskopický
Klobouk dosahuje průměru 20-30 milimetrů, je kulovitý, zaoblený a nepravidelně laločnatý - nikoli labyrintický. Okraje má podvinuté a volné. Povrch (hymenium) je černě kaštanový, zevnitř čistě bílý. Třeň je pravidelně válcovitý, dosahuje 4-8 milimetrů v průměru, je pevný, plný a na povrchu bílý a lysý.

### Mikroskopický
Vřecka dosahují 100-120 × 12-14 μm, jsou tlustě válcovitá, tupá. Parafýzy hojné, tlusté 5-7 μm, na koncích kyjovitě ztloustlé, zbarvené sytě hnědě. Výtrusy eliptické, 17-19 μm dlouhé, obsahují dvě tukové kapky, póly bez bradavek.

## Rozšíření
Rozšíření není příliš zdokumentované. Je známý z území České republiky a Španělska.